# 公益
公益（こうえき、英: public interest）とは、大衆（英: General Public）のためになる利益。対義語は私益。

## 概要
公益は、社会学また経済学において、大衆への福祉とその幸福を意味し、個人全般が、利便性、必要性を満たした質の高い生活を得る利益のことである。さらにはそうした利益に資する事柄を意味する。
公益に寄与するものとして、困窮者などに対する公益法を設けている国家も存在する。また、幅広い分野で利用される市民科学や公益テクノロジー、公益設計があり、ジャーナリズムの使命に基づいた調査報道などの公共サービス報道、博物館、公文書館、メディアや政府による公共歴史保存活動なども挙げられる。
こういった公益を求める事業（公益事業）は社会全体を俯瞰した上で、何が必要であるかを見極め、それを成す必要性があるため、一般には政府など地域の政治に属する団体が推進するものが多い。一方で、社会に属する個人が自発的に必要性を見出し行なう場合もあり、そのような行為をするものを指して篤志家（とくしか：→フィランソロピー参照）などという。
社会には様々な構成単位があり、最小では家族のようなものから、所定の方向性を持つコミュニティないし収益を目的とする企業内部、地域に属する社会、或いは国家や世界といった極大なものまで様々な区分が存在するが、一般に公益とする場合には、思想や信条といったものに関わりなく、大衆全般に利益が発生することが公益であり、所定の個人や集団が持つ価値観に縛られない部分が強い。
しばしば公益は「どのようなことを成せば社会全体に益するか」という面で確実な方法論が見出しにくく、いわゆる公共事業でも良い結果が出ないことも少なくない。悪くすると公共に益するために税金などの形で集められ用意された財産を私物化した側が、私益に走ることもそう珍しいことではない。しかしそういう公益のための財物を私物化する行為は信頼を裏切ることでもあるため、公益を損なって私益に走る行為は背任の批判を受けることともなる。

## 公益事業
法人の設立、認証や税法上の扱いにおいて「公益」という概念が用いられる。具体的には関係法令によるが、日本の法令における扱いについて述べる。

### 民法における公益法人など
2008年11月までは民法34条において公益法人（具体的には社団法人ないし財団法人）が存在した。公益法人は「学術、技芸、慈善、祭祀、宗教その他の公益」に関するものとされ、設立には主務官庁の許可が必要であった。課題としては、特定のコミュニティに関する「共益」、すなわち同窓会、自治会や団地の管理組合などの非営利活動に関する法人がなかったこと、それにもかかわらず一部の同窓会が公益法人の認可を得たことがあった。これに対して、2001年に中間法人法が制定され中間法人が共益を受け持つ法人となった。2008年の公益法人制度改革3法の完全施行により、中間法人法は廃止され、中間法人は一般社団法人に統合された。

### NPO法人
1998年に施行された特定非営利活動促進法により設立される特定非営利活動法人（いわゆるNPO法人）は、特定の公益的・非営利活動を行うことを目的としている。その具体的な内容については、特定非営利活動促進法#法における定義を参照のこと。宗教法人と同じく特別法公益法人であり、主務官庁による許可主義の１形態である認証により設立され、所轄庁の監督を受ける。

### 公益法人認定法による法人
2008年12月から運用が始まった、略称「公益法人認定法」および略称「一般社団・財団法人法」は、主務官庁制を廃止して民法上の公益法人をなくし（従来の公益法人に対しては移行処置あり）、一般社団法人および一般財団法人を登記で設立させる。中間法人もここに移行させる。その上で、公益社団法人および公益財団法人を認定するものである（特別法公益法人については、主務官庁制は存続）。

### 法人税法における公益法人等
法人税法においては、第2条で公益法人等という区分を設け、課税対象を収益事業などに限るとして、営利法人より納税義務が軽減される。この区分に入るのは、改正前民法における公益法人、新法における非営利型法人に該当する一般社団法人および一般財団法人のほか、宗教法人、社会福祉法人、学校法人などがある。法人税法の別表第2で規程される。詳しくは、公益法人等#法人税法 別表第2の法人を参照。なお、法人税法では別途公共法人として地方公共団体、独立行政法人などがあげられ、これらは納税義務がない。

## 公益活動

### 公益活動とは
「公益活動」とは、政府あるいは地方公共団体が直営もしくは特殊法人や独立行政法人を介した形で経営する事業体ではなく、所謂「民間」の事業体が私益追及の立場を離れて、社会の多くの人々全体の利益にかかわるために行なう活動のことである。
全国公益法人協会が運営する『非営利用語辞典』に拠ると公益とは、「国家または社会公共の利益。広く世人を益すること」（『広辞苑』第７版）とされ、私益（および共益）に対置される。と定義される。
つまり、公益活動の本質は、「私益」（自分の利益）のためでも「共益」（自分たちの利益）のためでもなく、その活動を必要としている多くの人々や団体のために行なうということである。
換言すれば、公益活動とは、活動の主体となる者が自分たちの望むことを自分たちのために行なうのではなく、多くの人々や団体に望まれていること、求められていること、則ち「社会のニーズ」に応えるために行なう活動だと言える。 

### 公益法人の存在
公益法人は、『公益社団法人及び公益財団法人の認定等に関する法律』という法律の別表に掲げる22種類の事業と「政令」で定められる（追加される）事業のいずれかの公益目的を実現し、不特定かつ多数の者の利益の増進に寄与するために公益活動を実施する存在であって、その活動により、「公益の増進」と「活力ある社会の実現」に寄与することを期待される存在である。 

### 公益活動の真価
高度情報社会が現出し、社会のあらゆる事象が情報通信技術なしでは行なえないほど社会生活に密接している。公益活動もまた、情報通信技術と無縁の存在ではないということだが、公益活動は、その恩恵を最も蒙るべき存在だと言える。
その昔、人々の冠婚葬祭（公益活動の始まり）を担い、暮らしに密着していた寺社の多くは、檀家、氏子といわれる地域の人々の支援がなくしては成り立たなかった。例えば寺院の運営は、「お布施」や「寄進」「勧進」を受けることで成り立っていた。ひるがえって現代、情報通信技術による「勧進」ともいえる「クラウドファンディング」が公益活動に必要な資金を集めるために盛んに行われ、成功している。
時代は大きく進歩している。かつての公益活動は功成り名を遂げた篤志家が、私財の一部を基本財産とする財団法人などを設立して行なうことがほとんどであったが、現代はこれとは異なる。公益活動は、公益法人の活動とは異なる概念である。活動の対象が「不特定かつ多数である」か否かは必須条件ではなく、その活動が「求められているものであるか？」そして、その活動の「恩恵を受ける者を限定していないか？」ということが必要十分条件となるのである。
公益活動で最も重要なことは、活動を行なう者の意思・志と情熱である。かつて僧侶が行脚し、辻説法などで民衆に直接語りかけ、勧進を募ったように、活動の必要性と意義を情報通信技術を駆使して説明することで、共感する人が集まり、活動に必要な労力や資金を提供して協力する人たちの輪が広がるのである。

### 公益活動家
公益活動家とは、前項で述べたとおり、公益活動の真価が活動を行なう者の意思・志と情熱によるとするならば、多くの人々の共感を集め、様々な協力者を得て公益活動を行なう者は「公益活動家」と呼ぶことができる。
アフリカ各地で風土病などの様々な病気やケガなどの治療に取り組み活躍する日本人医師の話に大きな感銘を受け、およそ15年の歳月をかけて『風に立つライオン』と題する楽曲をつくり、医療に携わる人々はもちろん、海外で活躍する多くの日本人の「応援歌」として息の長いヒット曲に昇華させた後、同曲を礎にした同名小説を書き上げ、映画化された2015年8月に「風に立つライオン基金」という一般財団法人を設立し、協力者を得て全国の高等学校でボランティア活動を行なう生徒たちを顕彰する「高校生ボランティア・アワード」という全国大会を創設して、設立からわずか２年を経ずして内閣府公益等認定等委員会から「公益財団法人 風に立つライオン基金」として2017年7月13日に公益認定を受けた、さだまさしは、公益活動家を代表する人物である。